# ۱۲۰۲ (میلادی)
۱۲۰۲ (میلادی) هزار و دویست و دومین سال تقویم میلادی است.

## درگذشتگان
‎